# Bessie Love

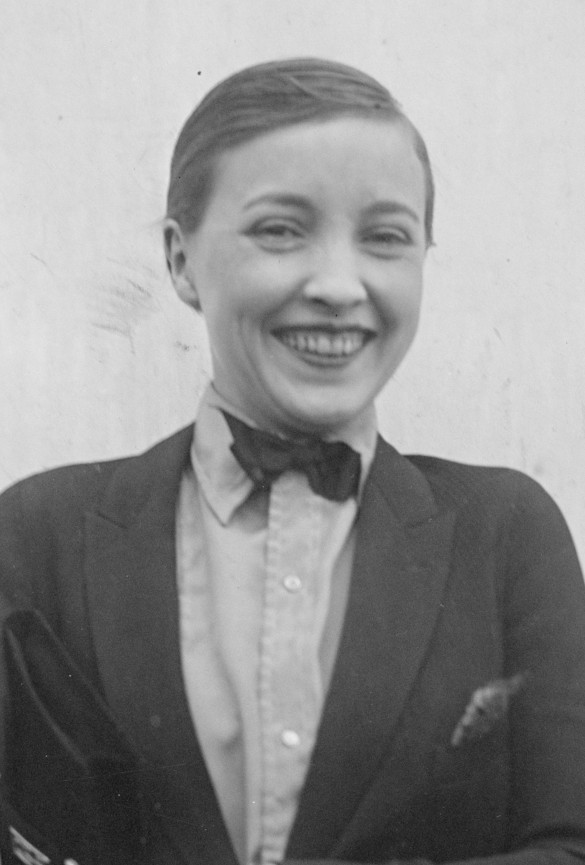
Bessie Love met Eton kapsel

Bessie Love, geboren als Juanita Horton (Midland (Texas), 10 september 1898 - Londen, 26 april 1986) was een Amerikaans actrice. Vanwege haar kleine lengte, speelde ze vooral onschuldige en jonge meisjes in films. Naast acteren schreef ze in 1919 de film A Yankee Princess.

## Biografie
Love werd in Midland (Texas) geboren maar groeide op in Los Angeles. Om haar familie financieel te helpen, schreef ze zich in bij Biograph Studios. Hier ontmoette ze de legendarische regisseur D.W. Griffith. Hij gaf haar kleine rollen in films als The Birth of a Nation (1915) en Intolerance (1916). Ze was tevens in 1916 tegenover William S. Hart in de film The Aryan te zien en had ze, samen met Douglas Fairbanks, rollen in The Good Bad Man, Reggie Mixes In en The Mystery of the Leaping Fish.
In 1922 was ze een van de WAMPAS Baby Stars. Haar populariteit steeg langzaam maar zeker en ze kreeg ook steeds grotere rollen in films. Zo was ze in 1925 te zien in de twee grote films The King on Main Street en The Lost World. Drie jaar later was ze te zien in Frank Capra's The Matinee Idol.
Love maakte succesvol een overgang naar de geluidsfilm. Zo ontving ze in 1929 een Academy Award voor Beste Actrice-nominatie voor haar rol in The Broadway Melody. Ze was in veel musicals te zien, waaronder The Hollywood Revue of 1929 (1929), Chasing Rainbows (1930), Good News (1930) en They Learned About Women (1930).
Haar carrière leek in 1932 echter aan een einde te komen. Ze verhuisde naar Engeland in 1935 en deed hier theaterwerk. Ook was ze zo nu en dan nog in films te zien. Toen de Tweede Wereldoorlog uitbrak, verhuisde ze weer naar de Verenigde Staten en werkte hier voor de Rode Kruis. Toch verhuisde ze na de oorlog opnieuw naar Groot-Brittannië. In 1954 was ze naast Humphrey Bogart in The Barefoot Contessa te zien. Haar rollen werden steeds kleiner. In 1969 had ze een figurantenrol in On Her Majesty's Secret Service.
In de jaren 80 had ze een comeback. Ze was toen te zien in de films Ragtime (1980), Reds (1981) en The Hunger (1983).
Love stierf op 26 april 1986 een natuurlijke dood. Ze heeft een ster op de Hollywood Walk of Fame.

## Filmografie (selectie)
- 1915:The Birth of a Nation
- 1916:The Aryan
- 1916:The Mystery of the Leaping Fish
- 1916:Intolerance
- 1919:Bonnie May
- 1921:The Sea Lion
- 1922:The Village Blacksmith
- 1923:Human Wreckage
- 1925:The Lost World
- 1925:The King on Main Street
- 1928:The Matinee Idol
- 1929:The Broadway Melody of 1929
- 1930:They Learned About Women
- 1930:Hip Hip Happy
- 1946:Journey Together
- 1951:No Highway in the Sky
- 1951:The Magic Box
- 1954:The Barefoot Contessa
- 1954:Beau Brummell
- 1957:The Story of Esther Costello
- 1961:Loss of Innocence
- 1961:The Roman Spring of Mrs. Stone
- 1963:Horror!
- 1965:Promise Her Anything
- 1966:The Poppy Is Also a Flower
- 1967:Battle Beneath the Sea
- 1967:I'll Never Forget What's'isname
- 1968:Isadora
- 1969:On Her Majesty's Secret Service
- 1971:Sunday Bloody Sunday
- 1971:Catlow
- 1974:Vampyres: Daughters of Darkness
- 1976:The Ritz
- 1981:Lady Chatterley's Lover
- 1981:Ragtime
- 1981:Reds
- 1983:The Hunger

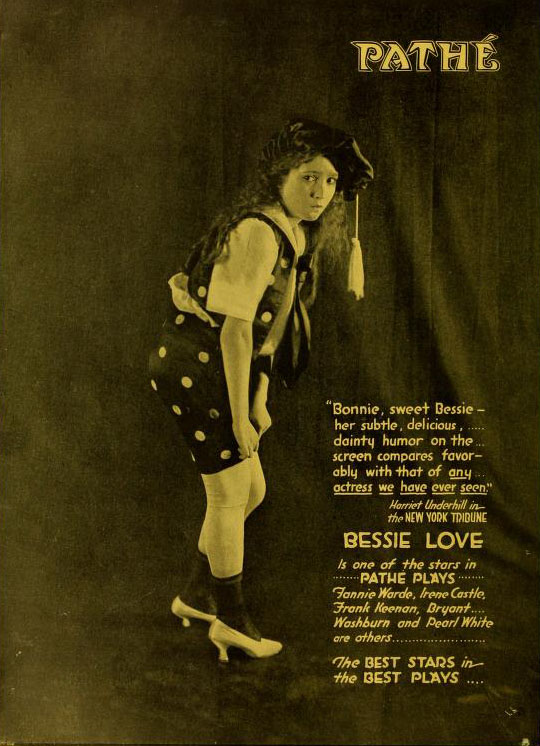
Advertentie, 1918
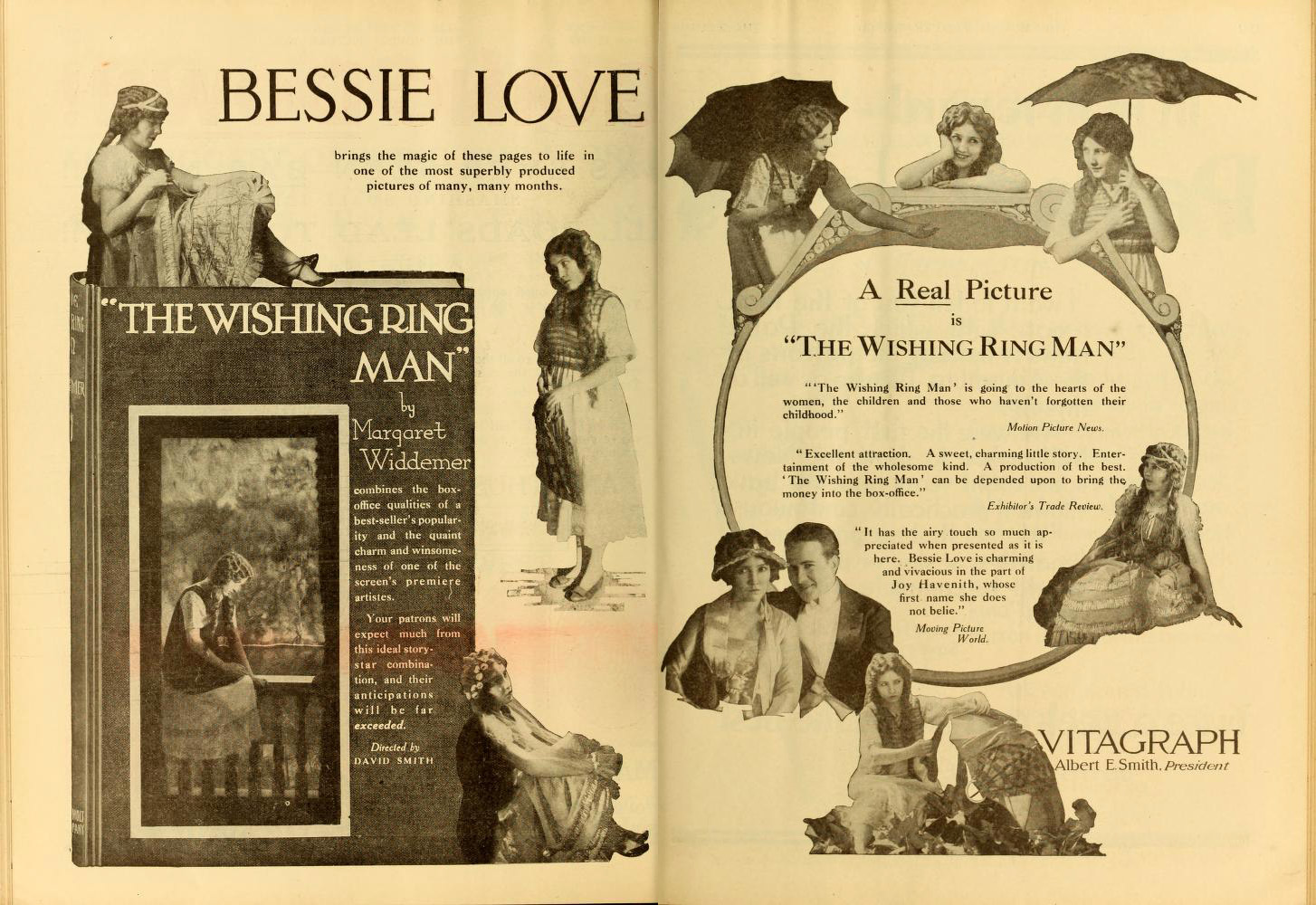
The Wishing Ring Man (1919)

- Biblioteca Nacional de España: XX1079797
- Bibliothèque nationale de France: cb142006492 (data)
- Gemeinsame Normdatei: 1078070466
- International Standard Name Identifier: 0000 0000 5926 7229
- Library of Congress Control Number: n77010258
- Nationale Bibliotheek van Israël: 987007352189905171
- Nederlandse Thesaurus van Auteursnamen: 072311789
- LIBRIS: 256748
- SNAC: w6p414sr
- Système universitaire de documentation: 087478811
- Virtual International Authority File: 66676477
- WorldCat: E39PBJktkYxryxbTgdfrhyd4v3